# 49il
49il (hangŭl: 49일, lett. 49 giorni; titolo internazionale 49 Days) è una serie televisiva sudcoreana trasmessa su SBS dal 16 marzo al 19 maggio 2011. ABS-CBN ne ha realizzato un remake filippino intitolato Pure Love, in onda dal 7 luglio al 14 novembre 2014.

## Trama
Shin Ji-hyun è una ragazza ingenua e ottimista, con genitori amorevoli, due amiche del cuore e un fidanzato perfetto, Kang Min-ho, che sta per sposare. Song Yi-kyung, invece, è cresciuta in orfanotrofio, lavora di notte in un piccolo supermercato e da cinque anni è depressa, tanto da decidere di suidicarsi sotto una macchina. Yi-kyung, però, viene salvata da un passante, ma, nel tamponamento a catena che segue il suo gesto, la macchina di Ji-hyun ha un incidente e la ragazza cade in stato vegetativo. Poiché non era ancora arrivato il momento della sua morte, lo Scheduler, colui che accompagna le anime dei defunti verso l'altro mondo, offre a Ji-hyun la possibilità di svegliarsi dal coma: se nei quarantanove giorni successivi troverà tre persone, diverse dai suoi genitori, che le vogliano davvero bene e riuscirà a ottenere da loro una lacrima di vero amore per lei, potrà tornare alla vita, altrimenti morirà. Per portare a termine la sua ricerca, Ji-hyun prende il controllo del corpo di Yi-kyung durante il giorno, quando la donna dorme, e inizia a lavorare come cameriera nel ristorante di un amico del liceo, Han Kang. Nel giro di pochi giorni, Ji-hyun scopre che il suo fidanzato Min-ho progetta di mandare in bancarotta l'azienda di suo padre e che non l'hai mai amata, avendo una relazione con la sua migliore amica In-jung da ancora prima che loro si conoscessero.

## Personaggi

### Personaggi principali
- Song Yi-kyung, interpretata da Lee Yo-won.
Una ragazza depressa che lavora di notte e vive sola in un appartamento fatiscente, da quando il suo fidanzato è morto non le interessa più vivere e ha cercato più volte di suicidarsi. È stata abbandonata in stazione dalla madre quando aveva cinque anni e da quel momento ha vissuto in orfanotrofio, dove ha conosciuto Yi-soo e se n'è innamorata. Alla fine si scopre che è la sorella maggiore di Ji-hyun, Ji-min, rapita in stazione da un'altra signora.
- Shin Ji-hyun, interpretata da Nam Gyu-ri.
Ottimista, ingenua, viziata, ma gentile, ama profondamente il suo fidanzato e i suoi amici. Al liceo faceva parte del club di magia.
- Han Kang, interpretato da Jo Hyun-jae.
Amico di Ji-hyun al liceo, si comporta in modo freddo e rude nei confronti della ragazza per non farle capire che tiene molto a lei; i suoi sentimenti sono tanto forti da essere la persona che conosce Ji-hyun meglio di tutti. Fin dal primo incontro con Yi-kyung, inizia a vedere in lei qualcosa di Ji-hyun, arrivando a capire la verità. Ha studiato architettura e gestisce il ristorante Heaven, ereditato dalla madre. È di famiglia ricca.
- Kang Min-ho, interpretato da Bae Soo-bin.
Il fidanzato di Ji-hyun da due anni, sembra un uomo perfetto, ma in realtà ha una relazione con In-jung da cinque anni, e con lei ha pianificato di mandare in bancarotta la famiglia Shin. Ha avuto un'infanzia difficile, all'insegna della povertà e con un padre alcolizzato. Inizia a provare interesse per Yi-kyung.
- Scheduler, interpretato da Jung Il-woo.
È un ragazzo spensierato che si gode la vita e lavora come Scheduler da cinque anni. Non ha ricordi del suo passato e per questo manifesta raramente simpatia nei confronti degli esseri umani. In vita era Song Yi-soo, il fidanzato di Yi-kyung.
- Shin In-jung, interpretata da Seo Ji-hye.
Una delle migliori amiche di Ji-hyun, in realtà prova molta invidia e risentimento nei suoi confronti perché la sua gentilezza le ha rinfacciato le sue origini povere. Lavora come segretaria per il presidente Shin, approfittandone per passare informazioni a Min-ho.

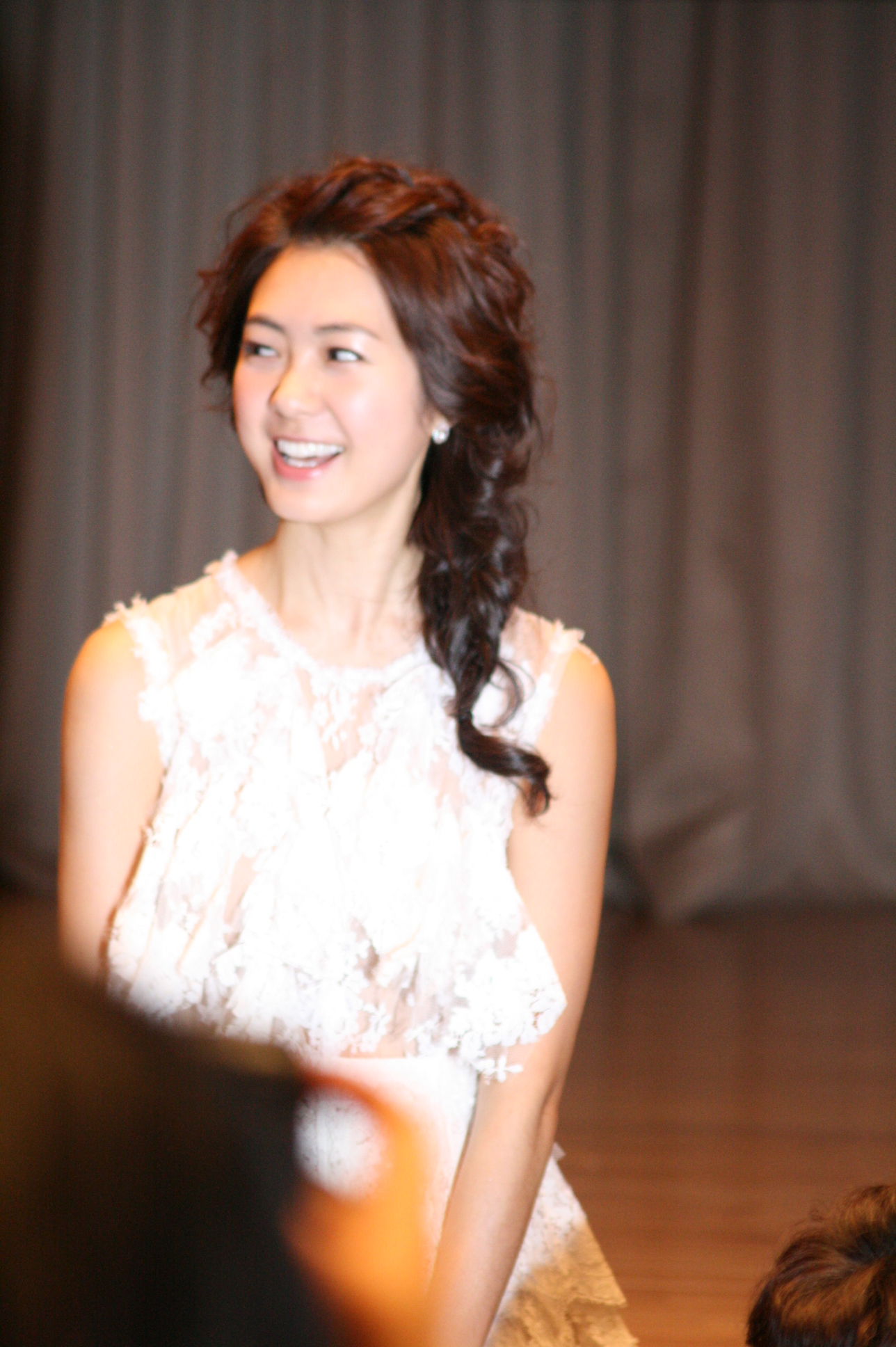
Lee Yo-won interpreta Song Yi-kyung.
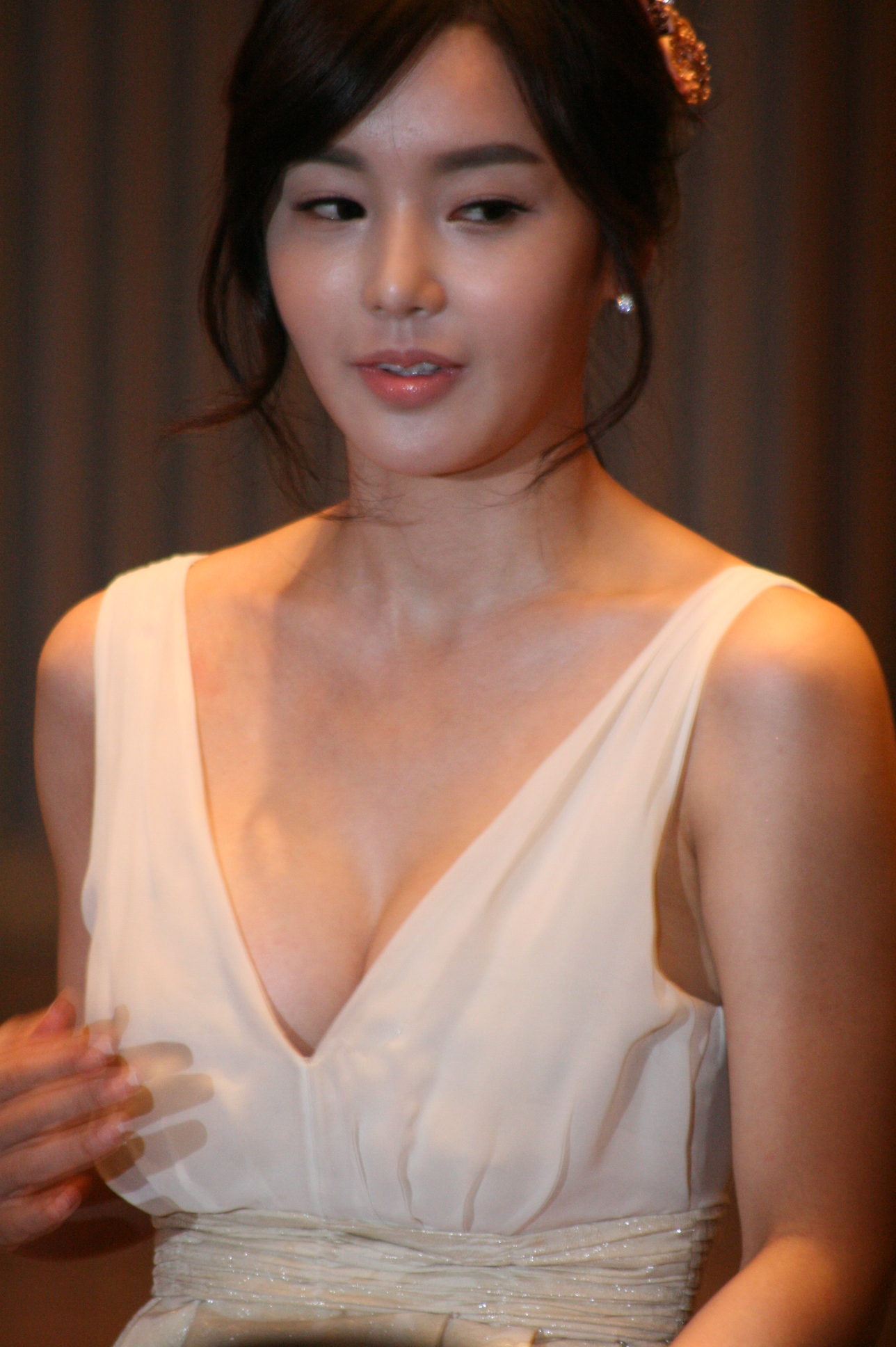
Nam Gyu-ri interpreta Shin Ji-hyun.
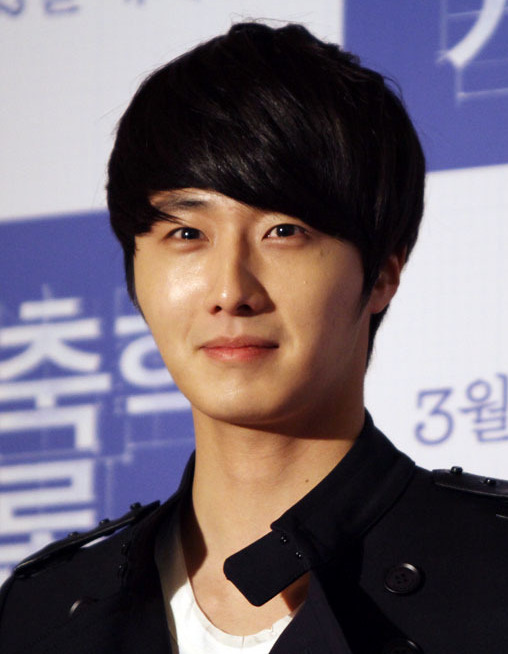
Jung Il-woo interpreta lo Scheduler.
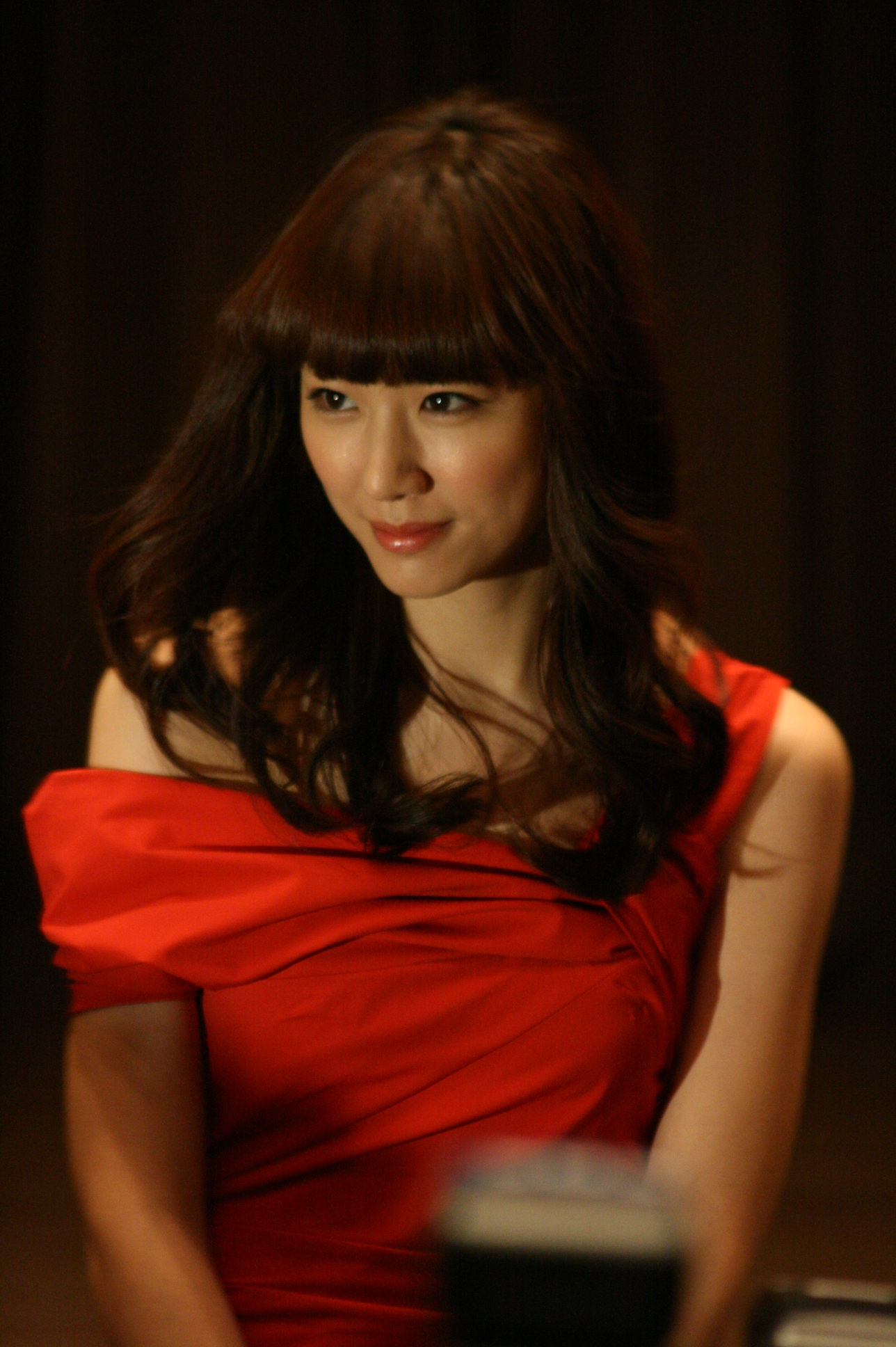
Seo Ji-hye interpreta Shin In-jung.

### Personaggi secondari
- Shin Il-shik, interpretato da Choi Jung-woo.
Il padre di Ji-hyun e manager delle industrie Shin, ha un cancro al cervello, ma rifiuta di operarsi finché la figlia non sarà uscita dal coma.
- Jung Mi-ok, interpretata da Yu Ji-in.
La madre di Ji-hyun, è una donna gentile che non riesce ad accettare la nuova condizione della figlia.
- Park Seo-woo, interpretata da Bae Geu-rin.
La seconda migliore amica di Ji-hyun, tiene molto a lei. Lavora in una panetteria-pasticceria di sua proprietà, convive con In-jung ed è innamorata di Han Kang.
- Oh Hae-won, interpretato da Son Byung-ho.
È il manager del ristorante Heaven e un tempo faceva il monaco.
- Bang Hwa-joon, interpretata da Moon Hee-kyung.
È la moglie di Hae-won, che ama molto.
- Noh Kyung-bin, interpretato da Kang Sun-min.
È il medico curante di Yi-kyung.
- Cha Jin-young, interpretato da Yoon Bong-gil.
È l'autista del presidente Shin, ma collabora con Min-ho.
- Ki Joon-hee, interpretato da Kim Ho-chang.
Lavora come cameriere al ristorante Heaven per pagarsi l'università.
- Ma Soon-jung, interpretata da Jin Ye-sol.
Lavora come cameriera al ristorante Heaven. Sembra scontrosa, ma in realtà è una ragazza dolce. È molto sfortunata in amore e ha alle spalle un matrimonio fallito.

## Ascolti
| Episodio | Data di trasmissione | Ascolti             | Ascolti                    |
| Episodio | Data di trasmissione | A livello nazionale | Area metropolitana di Seul |
| -------- | -------------------- | ------------------- | -------------------------- |
| 1        | 16 marzo 2011        | 8,1%                | 9,5%                       |
| 2        | 17 marzo 2011        | 8%                  | 9,5%                       |
| 3        | 23 marzo 2011        | 8,8%                | 10,7%                      |
| 4        | 24 marzo 2011        | 10,2%               | 12,2%                      |
| 5        | 30 marzo 2011        | 10,2%               | 13,2%                      |
| 6        | 31 marzo 2011        | 10,5%               | 12,8%                      |
| 7        | 6 aprile 2011        | 10,0%               | 12,5%                      |
| 8        | 7 aprile 2011        | 10,5%               | 12,8%                      |
| 9        | 13 aprile 2011       | 10,0%               | 12,1%                      |
| 10       | 14 aprile 2011       | 10,8%               | 13,3%                      |
| 11       | 20 aprile 2011       | 11%                 | 13,7%                      |
| 12       | 21 aprile 2011       | 12,3%               | 15,1%                      |
| 13       | 27 aprile 2011       | 12,3%               | 14,3%                      |
| 14       | 28 aprile 2011       | 11,9%               | 13,8%                      |
| 15       | 4 maggio 2011        | 14%                 | 17,4%                      |
| 16       | 5 maggio 2011        | 14,5%               | 16,2%                      |
| 17       | 11 maggio 2011       | 15,2%               | 19,1%                      |
| 18       | 12 maggio 2011       | 12,7%               | 15,4%                      |
| 19       | 18 maggio 2011       | 15,8%               | 19,4%                      |
| 20       | 19 maggio 2011       | 17,1%               | 19,9%                      |
| Media    | Media                | 11,7%               | 14,1%                      |

## Colonna sonora
Disco 1
1. There Was Nothing (아무일도 없었다) – Jung Yup
2. Though It Seems Forgotten (잊을만도 한데) – Seo Young-eun
3. Even If I Live Just One Day (단 하루를 살아도) – Jo Hyun-jae
4. Always (언제까지나) – Park Bo-ram
5. Just One Step (한 발짝도 난) – Jung Yup
6. Tears Are Falling (Whistle Ver.) (눈물이 난다 (휘슬 Ver.) – Shin Jae
7. Can't It Be Me? (안되니) – Tim
8. Feneste Che Luciv (불꺼진 창) – Oh Hyun-ran
9. Three of the Tears (세번의 눈물) – Jae Hee
10. Scarecrow (허수아비) – Jung Il-woo
11. The Feeling's Coming (느낌이 와) – Navi
12. Because of You (그대니까) – Jung Kyu
13. My Heart Was One (가슴이 하나라서) – J-Symphony

Disco 2
1. 49 Days (Title Prelude) (49일) – Song Jin-suk
2. Though It Seems Forgotten (Piano Ver.) (잊을만도 한데) – Seo Young-eun
3. Tear Necklace (눈물 목걸이) – Leenyum
4. There Was Nothing (Piano Ver.) (아무일도 없었다) – Jung Yup
5. Even If I Live Just One Day (Piano Ver.) (단 하루를 살아도) – Jo Hyun-jae
6. Soul Change – Kim Dong-hyuk
7. Always (Guitar Ver.) (언제까지나) – Park Bo-ram
8. Silent Regrets – Song Jin-suk
9. Tears Are Falling (Harmonica Ver.) (눈물이 난다 (휘슬 Ver.) – Shin Jae
10. Sweet Day (Guitar Ver.) – AA.VV.
11. Three of the Tears (Guitar Ver.) (세번의 눈물) – Jae Hee
12. Can't It Be Me? (Harmonica Ver.) (안되니) – Tim
13. Scarecrow (Guitar Ver.) (허수아비) – Jung Il-woo
14. A Demon's Tear (악마의 눈물) – Leenyum
15. Because of You (Piano Ver.) (그대니까) – Jung Kyu
16. There Was Nothing (Guitar Ver.) (아무일도 없었다) – Jung Yup
17. The Circle of Life – Kim Dong-hyuk

## Riconoscimenti
- 2011 – SBS Drama Awards
  - Vinto – Premio dei produttori a Lee Yo-won.
  - Vinto – Premio dieci stelle a Lee Yo-won.
  - Nomination – Miglior attrice in un drama a Lee Yo-won.
  - Nomination – Attore eccellente in un drama a Bae Soo-bin.
  - Nomination – Attore eccellente in un drama a Jo Hyun-jae.
  - Nomination – Attrice eccellente in un drama a Nam Gyu-ri.
  - Nomination – Attrice eccellente in un drama a Seo Ji-hye.

## Distribuzioni internazionali
| Paese     | Canale/i          | Prima TV                    | Titolo adottato                                                              |
| --------- | ----------------- | --------------------------- | ---------------------------------------------------------------------------- |
| Filippine | ABS-CBN           | 11 luglio-28 ottobre 2011   | Pure Love                                                                    |
| Giappone  | KNTV              | 23 luglio 2011              | 私の期限は49日 (Watashi no kigen wa 49-nichi?) (La mia scadenza è 49 giorni) |
| Hong Kong | Drama 1           | 16 ottobre-18 dicembre 2011 | 49日 (49 giorni)                                                             |
| Taiwan    | Drama EBC         | 1º novembre-9 dicembre 2011 | 真心給我一滴淚 (Davvero mi ha dato una lacrima)                              |
| Malaysia  | Astro Shuang Xing | 6 giugno 2012               | 49天 (49 giorni)                                                             |
| Singapore | Channel U         | 22 giugno-17 agosto 2014    | 49天 (49 giorni)                                                             |